# Francia ai X Giochi olimpici invernali
La Francia partecipò ai X Giochi olimpici invernali, svoltisi a Grenoble, Francia, dal 6 al 18 febbraio 1968, con una delegazione di 75 atleti impegnati in dieci discipline.

## Medagliere

### Per discipline
| Sport                 | Oro | Argento | Bronzo | Totale |
| --------------------- | --- | ------- | ------ | ------ |
| Sci alpino            | 4   | 3       | 1      | 8      |
| Pattinaggio di figura | 0   | 0       | 1      | 1      |
| Totale                | 4   | 3       | 2      | 9      |

### Medaglie
| Medaglia | Atleta             | Sport                 | Evento                         |
| -------- | ------------------ | --------------------- | ------------------------------ |
| Oro      | Jean-Claude Killy  | Sci alpino            | Discesa libera maschile        |
| Oro      | Jean-Claude Killy  | Sci alpino            | Slalom gigante maschile        |
| Oro      | Jean-Claude Killy  | Sci alpino            | Slalom speciale maschile       |
| Oro      | Marielle Goitschel | Sci alpino            | Slalom speciale femminile      |
| Argento  | Guy Périllat       | Sci alpino            | Discesa libera maschile        |
| Argento  | Isabelle Mir       | Sci alpino            | Discesa libera femminile       |
| Argento  | Annie Famose       | Sci alpino            | Slalom gigante femminile       |
| Bronzo   | Patrick Péra       | Pattinaggio di figura | Pattinaggio di figura maschile |
| Bronzo   | Annie Famose       | Sci alpino            | Slalom speciale femminile      |